# Ulf Bjurenhed
Ulf Bjurenhed, född 1956 i Hällefors, är en svensk oboist och barockoboist.

## Biografi
Under sin uppväxt spelade Bjurenhed blockflöjt, saxofon och klarinett för att sedan hitta till oboen. Han har studerat på Kungliga Musikhögskolan i Stockholm och i Berlin med Kungliga Musikaliska Akademiens större utlandsstipendium. De sista gymnasieåren började han ta lektioner för nuvarande kollegan i Sveriges Radios symfoniorkester Bo Eriksson, som då var verksam i Örebro. Samtidigt var Bjurenhed engagerad som oboist i Örebro Symfoniorkester.
Efter rekordkorta studier (en termin) vid Kungl. Musikhögskolan blev Ulf Bjurenhed anställd som alternernade solooboist i Malmö Symfoniorkester 1976, 19 år gammal. Efter ett studieår i Berlin blev Bjurenhed[källa behövs] engagerad som solooboist i Kungliga Hovkapellet 1981 och tre år senare fick han platsen som alternerande solooboist i SRSO.[källa behövs]
Ulf Bjurenhed är en av ursprungsmedlemmarna i Kammarensemblen, Sveriges ledande ensemble för ny musik, och samtidigt, sedan 25 år, även verksam som barockoboist framför allt i Drottningholms Barockensemble. Han har medverkat som förste oboist i Berliner Symphoniker, Lissabonoperans Orkester, Deutsche-Oper-Berlins Orkester, Hamburger Philharmoniker, NDR:s symfoniorkester i Hamburg, samt i Oslo filharmoniska orkester.[källa behövs]